# 白背叶楤木
白背叶楤木（学名：Aralia chinensis var. nuda）是五加科楤木属楤木的变种。分布于中国大陆的福建、甘肃、云南、河北、山西、陕西、广西、广东等地，生长于海拔3,300米的地区，一般生长在森林、灌丛中或山坡路旁，目前尚未由人工引种栽培。

## 别名
刺包头（湖北巴东土名）、大叶槐木（浙江宁波土名）